# Jack Cooper
Pour les articles homonymes, voir Cooper.
Jack Cooper (1890-1970) est un acteur britannique du cinéma muet et parlant, ayant fait sa carrière aux États-Unis.

## Biographie
Jack Cooper est né le 25 janvier 1890 à Stockport en Angleterre. Il a appris son métier sur la scène des comédies musicales américaines et dans le vaudeville. Il passe trois années dans la troupe de Fred Karno. Il a joué des rôles comiques dans les Sunshine Comedies de Fox, avant de travailler pour Hal Roach et Mack Sennett dans les années 1920.
Il est connu en particulier pour Taxi Spooks (1929), The Carnival Girl (1926) et Midnight Daddies (1930). Il était marié à Adella Louise Anthes (1915-1959) avec qui il a eu deux enfants. Il est mort le 12 janvier 1970 en Illinois aux États-Unis.

## Filmographie
- 1916 : Plaisirs d'été (Sunshine) d'Edward F. Cline
- 1916 : Her First Beau d'Edward F. Cline

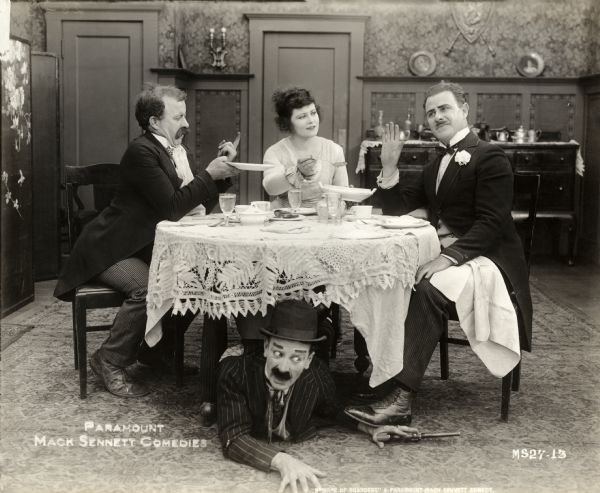
Jack Cooper (sous la table) dans Beware of Boarders (1918).

- 1917 : A Janitor's Vengeance de Charles Avery
- 1917 : A Prairie Heiress produit par Mack Sennett
- 1917 : Casimir et la Formule secrète (An International Sneak)
- 1918 : Those Athletic Girls d'Edward F. Cline et Hampton Del Ruth
- 1918 : Beware of Boarders
- 1919 : A School Scandal
- 1920 : The Heart Snatcher de Roy Del Ruth
- 1926 : The Carnival Girl
- 1928 : The Campus Vamp
- 1929 : Taxi Spooks
- 1930 : Midnight Daddies de Mack Sennett
- 1935 : Just Another Murder
- 1936 : Our Relations
- 1939 : Hollywood Cavalcade : un cambrioleur
- 1942 : Rodeo Rhythm : Joe Stegge